# Tomasz Jacek Kiliński
Tomasz Jacek Kiliński (ur. 17 października 1971 we Wrocławiu) – polski ekonomista, samorządowiec, burmistrz Nowej Rudy od 2002 roku.

## Życiorys
Urodzony we Wrocławiu w roku 1971 dzieciństwo i wczesną młodość spędził w Nowej Rudzie, gdzie ukończył Szkołę Podstawową nr 2 i Technikum Górnicze. Następnie podjął studia dzienne na kierunku: ekonomia i organizacja przedsiębiorstw przemysłowych na zamiejscowym Wydziale Gospodarki Regionalnej i Turystyki wrocławskiej Akademii Ekonomicznej w Jeleniej Górze.
Po zakończeniu studiów w 1996 roku wrócił do rodzinnego miasta, podejmując pracę w ZPAS SA w Przygórzu jako specjalista ds. ekonomicznych, a następnie kierownik wydziału montażu opraw oświetleniowych Thorn. Trzy lata później na zlecenie koncernu Thorn Lighting Group organizował i uruchamiał w Polsce spółkę produkcyjną Thorn Lighting ZPAS Manufacturing Poland, której finansami zarządzał jako prokurent i zastępca dyrektora. 
W dniu 10 listopada 2002 roku w pierwszych bezpośrednich wyborach został wybrany na Burmistrza Miasta Nowa Ruda. W kolejnych latach uzyskał reelekcję: w wyborach z 26 listopada 2006 roku, 21 listopada 2010, kiedy to zdobył w I turze 69,06% głosów, a w 2014 62,66%, w 2018 roku ponownie uzyskał reelekcję w I turze wyborów samorządowych. 

## Odznaczenia
15 lutego 2023 otrzymał odznaczenie „Bohater Narodu Ukraińskiego”, nadane w imieniu prezydenta Ukrainy 1 grudnia 2022, za aktywną pomoc oraz wsparcie udzielone uchodźcom z Ukrainy, którzy trafili do Nowej Rudy.